# Acto Institucional Número Ocho
El Acto Institucional Número Ocho o AI-8 es el octavo decreto de la dictadura militar brasileña surgida en 1964. Fue decretado el 25 de abril de 1969 por el Gobierno de Costa e Silva siguiendo la estela de los actos institucionales anteriores. El Acto Institucional Número Ocho, o AI-8, fue decretado el día 2 de abril de 1969, por el Gobierno de Costa e Silva.

## Contexto histórico
Con el marbete Anos de chumbo ha sido llamado el período más represivo de la dictadura militar de Brasil. Se inició en 1968, con la publicación del decreto AI-5 el 13 de diciembre de aquel año, hasta el final del gobierno Médici, en marzo de 1974.
Electo por la Junta Militar que gobernaba el país, Médici tuvo la ventaja de asumir en mitad del llamado "milagro económico brasileño", un breve periodo en el que el PIB del país crecía con cifras de hasta dos dígitos. Así, buena parte de su mandato se caracterizó por la estabilidad económica, lo que ayudó al gobierno en su esfuerzo por imponer una dura represión. Algunos reservan la expresión "años de plomo", específicamente para el gobierno Médici. El periodo se destaca por el feroz combate entre la extrema-izquierda versus extrema-derecha, de un lado, y de otro, el aparato represivo policial-militar del Estado, eventualmente apoyado por organizaciones paramilitares y grandes corporaciones.

## Disposiciones
Entre otras decisiones de cuño burocrático, el AI-8 estableció que los Estados, Distritos Federales y Municipios con más de 200.000 habitantes podrían hacer reformas administrativas por decreto-ley. Lo que acabó por beneficiar al partido en el Gobierno, además de implantar normas cada vez más restrictivas que venían a endurecer el régimen autoritario de la dictadura militar. 
En verdad, del AI-8 se deduce que los militares en el poder y los partidos que los apoyan eligen reforzar la llamada línea dura de control de la población, favoreciendo sustancialmente el poder local como engranaje del poder coercitivo del Gobierno de la República. Frente a políticas más liberales, este período se caracteriza por la reforma administrativa a base de decretos, a espaldas de la sociedad, que ni la discute ni la conoce, y que ha perdido el derecho de fiscalizar a la clase política y sus actitudes.